# Сеско, Карлос Ульррико
| Открытые астероиды: 19                                                                | Открытые астероиды: 19 |
| ------------------------------------------------------------------------------------- | ---------------------- |
| (1770) Шлезингер [1]                                                                  | 10 мая 1967            |
| 1829 Dawson [1]                                                                       | 6 мая 1967             |
| (1867) Дейфоб                                                                         | 3 марта 1971           |
| (1917) Куйо [2]                                                                       | 1 января 1968          |
| 1919 Clemence [3]                                                                     | 16 сентября 1971       |
| 1920 Sarmiento [3]                                                                    | 11 ноября 1971         |
| (1958) Чандра                                                                         | 24 сентября 1970       |
| (1991) Дарвин [1]                                                                     | 6 мая 1967             |
| 2308 Schilt [1]                                                                       | 6 мая 1967             |
| 2399 Terradas                                                                         | 17 июня 1971           |
| 2504 Gaviola [1]                                                                      | 6 мая 1967             |
| (3833) Калингаста [3]                                                                 | 27 сентября 1971       |
| 5299 Bittesini                                                                        | 8 июня 1969            |
| (5757) Тиха [1]                                                                       | 6 мая 1967             |
| 8127 Beuf                                                                             | 27 апреля 1967         |
| 8128 Nicomachus [1]                                                                   | 6 мая 1967             |
| 10450 Girard [1]                                                                      | 6 мая 1967             |
| 11437 Cardalda [3]                                                                    | 16 сентября 1971       |
| (30720) 1969 GB                                                                       | 9 апреля 1969          |
| 1. совместно с Арнольд Клемола 2. совместно A. G. Samuel 3. совместно с Джеймс Гибсон |                        |

Карлос Ульррико Сеско (исп. Carlos Ulrrico Cesco, (1910-1987) — аргентинский астроном и первооткрыватель астероидов, который работал в обсерватории Ла-Плата. В период 1967 по 1971 год им было открыто в общей сложности 19 астероидов, шесть из которых он обнаружил самостоятельно.
Карлос Сеско является учеником другого испанского учёного, астронома и инженера Félix Aguilar, а также основателем и директором астрономической станции, получившей его имя.
Помимо этого он является младшим братом директора обсерватории Ла-Плата Роналдо Сеско, в знак признания заслуг которого его имя было присвоено астероиду (1571) Сеско.